# Elda Turchetti
Elda Turchetti, nome di battaglia "Livia" (Povoletto, 21 dicembre 1923 – Topli Uork, 7 febbraio 1945), è stata un'operaia e partigiana italiana.
Vittima dell'eccidio di Porzûs, attorno alla sua figura si sono sviluppate per decenni delle polemiche giornalistiche, politiche e storiografiche. Solo a partire dagli anni novanta la sua vicenda è stata ricostruita in modo più approfondito.

## Biografia
Nata nella frazione di Siacco del comune di Povoletto (UD) il 21 dicembre 1923, dall'età di sette anni si era trasferita con la famiglia a Pagnacco (UD). Di estrazione molto povera, viveva in un locale sito nella piazza della chiesa (ora piazza Matteotti) assieme alla madre e al fratello Roberto di nove anni più giovane. Conseguita nel 1934 la licenza elementare "con profitto", durante i primi anni di guerra lavorò come operaia nello stabilimento "dell'Ancona" del Cotonificio Udinese. Dopo l'8 settembre 1943, il Friuli venne incorporato nella Zona d'operazioni del Litorale adriatico (Operationszone Adriatisches Küstenland - OZAK) ed occupato militarmente dai tedeschi. L'estrema povertà della famiglia spinse Elda Turchetti a ricercare un lavoro meglio remunerato: secondo Paolo Strazzolini, su indicazione del compaesano Enore Trangoni ("Franco") all'inizio dell'estate del 1944 abbandonò il cotonificio essendo stata segnalata ad un certo Eligio Zampa di Branco (una frazione di Tavagnacco, UD) per un'occupazione presso le SS tedesche.
A parere di Daiana Franceschini - invece - il lavoro non sarebbe stato presso le SS, ma presso la questura repubblicana. La Turchetti entrò in contatto con Mauro Pietro di Reana del Rojale (UD), un noto collaborazionista della zona, che le spiegò le sue mansioni: spiare le persone che di volta in volta le fossero state indicate. Secondo quanto affermò in seguito la stessa Turchetti, lei avrebbe rifiutato quel compito e si sarebbe limitata a portare del denaro o dei messaggi, ma dalla testimonianza di Eligio Zampa - arrestato il 4 gennaio 1945 dagli osovani (partigiani delle Brigate Osoppo) su indicazione proprio della Turchetti, e fucilato il 24 gennaio successivo - risulta che in un caso quest'ultima e lo stesso Zampa avrebbero seguito per tre-quattro giorni a Gemona un individuo sospettato d'essere partigiano.
L'attività con i tedeschi della Turchetti durò dalla fine di giugno alla fine di luglio del 1944, dopo di che diede le dimissioni e riuscì a trovare un lavoro come lavabiancheria a Udine. Pare comunque che continuasse a frequentare, assieme ad altre ragazze del luogo, alcuni militari tedeschi del presidio di Pagnacco, alimentando per questo risentimento e rancori. A fine novembre del 1944 venne denunciata ai partigiani e, tramite la polizia garibaldina di Colugna (Tavagnacco, UD) e la missione alleata inglese presso i partigiani friulani, il nome di Elda Turchetti venne segnalato da Radio Londra come "pericolosa spia dei tedeschi". La donna venne immediatamente informata della cosa dal cugino: il 9 dicembre 1944 si presentò "a un capo garibaldino di sua conoscenza", probabilmente lo stesso Attilio Tracogna "Paura" che la condusse al comando della GAP di Siacco (II Brigata "Sterminio dei nazifascisti") comandata da Adriano Cernotto "Ciclone" (gerarchicamente dipendente da Mario Toffanin "Giacca"), il quale, non sapendo quali decisioni prendere, la riconsegnò a "Paura".
La Turchetti venne accompagnata quindi a Canalutto (comune di Torreano, UD) dall'osovano Agostino Benetti "Gustavo", dipendente dal responsabile dell'Ufficio Informazioni della Osoppo Gruppo Brigate dell'Est Leonardo Bonitti "Tullio". L'11 dicembre la Turchetti venne interrogata proprio da "Tullio" ed in seguito fu affidata all'osovano Ivo Feruglio "Marinaio", che il 13 l'accompagnò alle malghe di Topli Uork, dove aveva sede il comando del Gruppo, agli ordini di Francesco De Gregori "Bolla". Con gli osovani Elda Turchetti rimase fino al giorno in cui fu uccisa dai gappisti di Mario Toffanin, venendo impiegata prevalentemente per cucinare e per altre incombenze logistiche. Un paio di volte scese in compagnia dei partigiani a Prossenicco (comune di Taipana), rimanendo per qualche giorno ospite di una famiglia, con la quale ebbe a confidarsi riguardo alla sua vicenda.
Solo negli anni settanta emerse dall'archivio di Lubiana la documentazione sequestrata dai gappisti a Topli Uork, contenente un "Verbale di assoluzione in istruttoria" del 1º febbraio 1945, dal quale si ricava che quel giorno Elda Turchetti venne finalmente assolta dalle accuse rivoltele «in quanto dopo un mese di servizio al soldo del nemico, disgustata da tale servizio, lo aveva abbandonato, in quanto nel mese passato col nemico non aveva compiuto alcuna azione che avesse danneggiato la lotta partigiana e in quanto aveva chiesto di riabilitarsi entrando nell'Osoppo». A questo punto la donna venne  inquadrata fra i partigiani della Osoppo col nome di "Livia" e il numero di matricola 1755.

## L'uccisione e la tumulazione del corpo
Il 7 febbraio 1945 un commando gappista di circa 80 uomini capeggiato da Mario Toffanin "Giacca" assalì il comando osovano di Topli Uork. Nel corso dell'operazione vennero uccisi quattro partigiani: gli osovani Francesco De Gregori "Bolla" (comandante del reparto), Gastone Valente "Enea" (delegato politico della VI Brigata, di passaggio al Comando di "Bolla", del Partito d'Azione), il garibaldino Giovanni Comin "Tigre", sfuggito da un treno che lo stava conducendo in Germania e in cammino verso le malghe per continuare l'attività partigiana, oltre a Elda Turchetti "Livia". Quest'ultima venne arrestata dai gappisti mentre si trovava nella cosiddetta "malga comando", dalla parte opposta del crinale del Topli Uork rispetto alla cosiddetta "malga dell'eccidio", dove venne trasportata e in seguito fucilata. Nei giorni successivi, i gappisti uccisero in varie località circostanti altri tredici osovani catturati il 7 febbraio. La presenza della Turchetti a Topli Uork venne in seguito addotta da Toffanin e da altri gappisti come fatto scatenante delle uccisioni alle malghe. Secondo una delle molte interviste concesse da "Giacca" negli anni novanta, la vicenda avrebbe avuto il seguente andamento:
(Mario Toffanin, 11 dicembre 1993)
Secondo un'interpretazione bonaria, tenuto conto che Elda Turchetti dal 13 dicembre precedente stazionava alle malghe e che i gappisti vennero guidati a Topli Uork da Fortunato Pagnutti "Dinamite" uso a recarsi presso il comando osovano per procurarsi esplosivo, appare «inverosimile che Giacca e i mandanti potessero ignorare la presenza alle malghe di una donna, una donna come Elda Turchetti, su cui fra l'altro erano da mesi in corso indagini in pianura». Di conseguenza, continua l'interpretazione, «la scoperta casuale della presenza della spia dov[eva] costituire fin dalla preparazione dell'azione a tavolino l'alibi per giustificare un atto che, nonostante tutto, doveva essere sembrato in qualche modo azzardato anche ai responsabili politici e militari della Garibaldi». Secondo le testimonianze processuali, Elda Turchetti fu la prima ad essere uccisa dai gappisti - «un friulano e un siciliano», mai identificati in seguito - seguita da "Bolla" e da "Enea".
Giovanni Comin venne ucciso dall'altra parte del costone della montagna, essendo stato erroneamente ritenuto un osovano. Le ricostruzioni successive che riferirono di violenze di vario tipo sulla Turchetti prima della fucilazione non corrispondono a realtà. Quando "Giacca" e i suoi lasciarono le malghe all'imbrunire del 7 febbraio, lasciarono i corpi di "Bolla", "Enea" e "Livia" nella stalla. All'alba del giorno seguente questi vennero rinvenuti da due abitanti del paese di Porzûs, Emilio Ballus e Giuseppe Emerati che, dopo averli nascosti per qualche ora nei pressi, tornarono la mattina successiva (9 febbraio) con una decina di compaesani accompagnati dal parroco don Aurelio Totolo. Con l'ausilio di alcune scale a pioli a mo' di barelle, li trasportarono in paese. Alla sera del 9 febbraio le salme vennero trasportate a Canalutto e infine al cimitero di Racchiuso (Attimis).
Nella notte fra il 9 e il 10 i tre vennero infine trasportati al cimitero di Savorgnano del Torre (Povoletto), ove vennero tumulati all'alba: "Enea" e "Bolla" in una cripta di proprietà comunale, mentre la Turchetti venne inumata nel terreno. Il 21 giugno 1945 i corpi di Francesco De Gregori e Gastone Valente - precedentemente esumati - vennero portati a Cividale del Friuli, dove si svolsero i funerali solenni per le vittime dell'eccidio di Porzûs. Il corpo della Turchetti invece venne lasciato deliberatamente a Savorgnano, essendo iniziata la fase delle lunghissime polemiche postbelliche sulle responsabilità dell'attacco, che in parte si concentrarono sul ruolo della donna in tutta la vicenda. L'atto di morte di Elda Turchetti venne redatto solo nel maggio del 1949 e la sua tomba - dimenticata da tutti - venne eliminata nel 1978. La madre - Lucia Pittia - dopo anni di indigenza acuita dal «peso enorme di essere "la madre della Turchetti"», fu costretta ad emigrare col figlio in Francia negli anni cinquanta.

## Le polemiche
Nel corso dei processi - il cui intero iter a partire dalla denuncia osovana durò dal 1945 al 1960 - Elda Turchetti fu al centro della campagna di stampa orchestrata dal Partito Comunista Italiano per contrastare quello che veniva descritto come "processo politico" o "attacco alla Resistenza", venendo descritta come spia al soldo dei nazifascisti nonché fascista ella stessa. La qualifica di spia passò dalla stampa anche in alcune opere storiografiche, utilizzata pure da giornalisti o storici comunisti che giocarono delle parti attive nella vicenda che condusse a Porzûs quali il giornalista Ferdinando Mautino "Carlino" - già capo di stato maggiore delle Divisioni Garibaldi del Friuli e fra i fautori della subordinazione dei garibaldini al IX Korpus sloveno, inviato speciale per l'Unità lungo tutto il processo nonché testimone a favore degli imputati - o lo storico Mario Pacor - ufficiale di collegamento in Friuli fra i reparti garibaldini e il IX Korpus sloveno nonché direttore del giornale Il Nostro Avvenire, emanazione del IX Korpus stesso e in seguito organo ufficiale in lingua italiana del governo jugoslavo nei territori occupati della Venezia Giulia.
In tempi più recenti la ricercatrice storica Alessandra Kersevan, in un suo saggio nel quale sono state riprese e sviluppate parecchie delle antiche accuse agli osovani di connivenza con tedeschi e fascisti, ha invece qualificato la Turchetti come "doppiogiochista", affermando che in realtà la sua collaborazione con le SS non si sarebbe limitata al mese di luglio, ma sarebbe continuata per lo meno fino ad agosto del 1944. Questa affermazione è stata criticata da Paolo Strazzolini, che ha dimostrato come la Kersevan abbia erroneamente identificato Elda Turchetti con una certa "Vanda Merlini", attribuendo quindi alla prima fatti e circostanze della seconda, mentre in realtà ci fu una "Vanda Merlino" di Pagnacco (il paese della Turchetti), la quale ebbe effettivamente a che fare con i tedeschi, ma era un'altra donna e non Elda sotto copertura. Secondo Strazzolini, il nome della Turchetti «continu[ò] per anni a risuonare nelle aule dei tribunali [e] nelle elucubrazioni, a volte acrobatiche, degli storici e nelle discussioni politiche, funzionale a volte a una parte, a volte a un'altra».

## Il film
In Porzûs, film del regista Renzo Martinelli uscito nel 1997, il ruolo di Elda Turchetti – chiamata Ada Zambon – è interpretato da Giulia Boschi. La donna viene raffigurata come amante di un delatore fascista detto "Faccia-smorta", impersonato da Pietro Ghislandi.